# Lijst van voetbalinterlands Egypte - Mauritanië
Deze lijst van voetbalinterlands is een overzicht van alle officiële voetbalwedstrijden tussen de nationale teams van Egypte en Mauritanië. De landen hebben tot op heden vijf keer tegen elkaar gespeeld. De eerste ontmoeting was een kwalificatiewedstrijd voor de Afrika Cup 2008 op 25 maart 2007 in Caïro. Het laatste duel, een kwalificatiewedstrijd voor de Afrika Cup 2025, werd gespeeld in Nouakchott op 15 oktober 2024.

## Wedstrijden
| № | Plaats     | Datum           | Competitie                   | Wedstrijd           | Uitslag |
| - | ---------- | --------------- | ---------------------------- | ------------------- | ------- |
| 1 | Caïro      | 25 maart 2007   | Afrika Cup 2008 kwalificatie | Egypte − Mauritanië | 3 − 0   |
| 2 | Nouakchott | 3 juni 2007     | Afrika Cup 2008 kwalificatie | Mauritanië − Egypte | 1 − 1   |
| 3 | Dubai      | 15 april 2012   | Vriendschappelijk            | Egypte − Mauritanië | 3 − 0   |
| 4 | Caïro      | 11 oktober 2024 | Afrika Cup 2025 kwalificatie | Egypte − Mauritanië | 2 − 0   |
| 5 | Nouakchott | 15 oktober 2024 | Afrika Cup 2025 kwalificatie | Mauritanië − Egypte | 0 − 1   |

## Samenvatting
| Competitie              | Totaal gespeeld | Winst Egypte | Gelijk | Winst Mauritanië | Doelsaldo Egypte – Mauritanië |
| ----------------------- | --------------- | ------------ | ------ | ---------------- | ----------------------------- |
| Afrika Cup-kwalificatie | 4               | 3            | 1      | 0                | 7 − 1                         |
| Vriendschappelijk       | 1               | 1            | 0      | 0                | 3 − 0                         |
| Totaal                  | 5               | 4            | 1      | 0                | 10 − 1                        |

Wedstrijden bepaald door strafschoppen worden, in lijn met de FIFA, als een gelijkspel gerekend.
EFA · A-internationals · Selecties · Bondscoaches · Egyptisch vrouwenelftal · Olympisch elftal · Egypte U21 · Egypte U20 · Egypte U19 · Egypte U18 · Egypte U17
1920 – 1929 · 
1930 – 1939 · 
1940 – 1949 · 
1950 – 1959 · 
1960 – 1969 · 
1970 – 1979 · 
1980 – 1989 · 
1990 – 1999 · 
2000 – 2009 · 
2010 – 2019 ·
2020 − 2029
WK 1934 · 
WK 1990 · 
WK 2018
OS 1924 · 
OS 1928 · 
OS 1936 · 
OS 1948 · 
OS 1952 · 
OS 1960 · 
OS 1964 · 
OS 1968 · 
OS 1992 · 
OS 2012 · 
OS 2020
1920 · 
1921–1923 · 
1924 · 
1925–1927 · 
1928 · 
1929–1931 · 
1932 · 
1933 · 
1934 · 
1935 · 
1936 · 
1937–1947 · 
1948 · 
1949 · 
1950 · 
1952 · 
1952 · 
1953 · 
1954 · 
1955 · 
1956 · 
1957 · 
1958 · 
1959 · 
1960 · 
1961 · 
1962 · 
1963 · 
1964 · 
1965 · 
1966 · 
1967 · 
1968 · 
1969 · 
1970 · 
1971 · 
1972 · 
1973 · 
1974 · 
1975 · 
1976 · 
1977 · 
1978 · 
1979 · 
1980 · 
1981 · 
1982 · 
1983 · 
1984 · 
1985 · 
1986 · 
1987 · 
1988 · 
1989 · 
1990 · 
1991 · 
1992 · 
1993 · 
1994 · 
1995 · 
1996 · 
1997 · 
1998 · 
1999 · 
2000 · 
2001 · 
2002 · 
2003 · 
2004 · 
2005 · 
2006 · 
2007 · 
2008 · 
2009 · 
2010 · 
2011 · 
2012 ·
2013 ·
2014 ·
2015 ·
2016 ·
2017 ·
2018 ·
2019 ·
2020 ·
2021 ·
2022 ·
2023 ·
2024
Algerije ·
Angola ·
Argentinië ·
Australië ·
Bahrein ·
België ·
Benin ·
Bolivia ·
Bosnië en Herzegovina ·
Botswana ·
Brazilië ·
Bulgarije ·
Burkina Faso ·
Burundi ·
Canada ·
Centraal-Afrikaanse Republiek ·
Chili ·
China ·
Colombia ·
Comoren ·
Congo-Brazzaville ·
Congo-Kinshasa ·
DDR ·
Denemarken ·
Djibouti ·
Duitsland ·
Engeland ·
Equatoriaal-Guinea ·
Estland ·
Ethiopië ·
Finland ·
Frankrijk ·
Gabon ·
Georgië ·
Ghana ·
Griekenland ·
Guinee ·
Guinee-Bissau ·
Hongarije ·
Ierland ·
Indonesië ·
Irak ·
Iran ·
Italië ·
Ivoorkust ·
Jamaica ·
Japan ·
Jemen ·
Joegoslavië ·
Jordanië ·
Kaapverdië ·
Kameroen ·
Kenia ·
Koeweit ·
Kroatië ·
Libanon ·
Liberia ·
Libië ·
Litouwen ·
Luxemburg ·
Madagaskar ·
Malawi ·
Mali ·
Malta ·
Marokko ·
Mauritanië ·
Mauritius ·
Mexico ·
Mozambique ·
Namibië ·
Nederland ·
Nieuw-Zeeland ·
Niger ·
Nigeria ·
Noord-Korea ·
Noord-Macedonië ·
Noorwegen ·
Oeganda ·
Oman ·
Oostenrijk ·
Palestina ·
Polen ·
Portugal ·
Qatar ·
Roemenië ·
Rusland ·
Rwanda ·
Saoedi-Arabië ·
Schotland ·
Senegal ·
Sierra Leone ·
Slowakije ·
Soedan ·
Somalië ·
Spanje ·
Swaziland ·
Syrië ·
Tanzania ·
Thailand ·
Togo ·
Trinidad en Tobago ·
Tsjaad ·
Tsjecho-Slowakije ·
Tunesië ·
Turkije ·
Uruguay ·
Verenigde Arabische Emiraten ·
Verenigde Staten ·
Wit-Rusland ·
Zambia ·
Zimbabwe ·
Zuid-Afrika ·
Zuid-Jemen ·
Zuid-Korea ·
Zuid-Soedan ·
Zweden ·
Zwitserland
Kameroen (2017) ·
Rusland (2018) ·
Saoedi-Arabië (2018) ·
Uruguay (2018)
FFRIM · A-internationals · Mauritaans vrouwenelftal
1960 – 1969 · 
1970 – 1979 · 
1980 – 1989 · 
1990 – 1999 · 
2000 – 2009 · 
2010 – 2019 ·
2020 − 2029
Algerije ·
Angola ·
Bahrein ·
Benin ·
Botswana ·
Burkina Faso ·
Burundi ·
Canada ·
Centraal-Afrikaanse Republiek ·
Comoren ·
Congo-Brazzaville ·
Congo-Kinshasa ·
Equatoriaal-Guinea ·
Egypte ·
Ethiopië ·
Gabon ·
Gambia ·
Guinee ·
Guinee-Bissau ·
Irak ·
Ivoorkust ·
Jemen ·
Jordanië ·
Kaapverdië ·
Kameroen ·
Kenia ·
Lesotho ·
Libanon ·
Liberia ·
Libië ·
Madagaskar ·
Mali ·
Marokko ·
Mauritius ·
Mozambique ·
Niger ·
Oeganda ·
Oman ·
Palestina ·
Rwanda ·
Saoedi-Arabië ·
Senegal ·
Sierra Leone ·
Soedan ·
Somalië ·
Syrië ·
Tanzania ·
Togo ·
Tunesië ·
Verenigde Arabische Emiraten ·
Zambia ·
Zimbabwe ·
Zuid-Afrika ·
Zuid-Jemen ·
Zuid-Soedan